# Elezione del Presidente della Commissione di Difesa Nazionale del Comitato Popolare Centrale in Corea del Nord del 1986
L'elezione della Commissione di Difesa Nazionale del Comitato Popolare Centrale della Repubblica Popolare Democratica di Corea del 1986 avvenne il 29 dicembre ad opera dell'VIII Assemblea Popolare Suprema. Kim Il-sung e O Jin-u furono rieletti per la quarta volta, rispettivamente, Presidente e Vicepresidente.